# Österreichische Botschaft in Vilnius
Die Österreichische Botschaft in Vilnius (Wilna, litauisch Austrijos ambasada Vilniuje) war der Sitz des österreichischen Botschafters in Litauen, des diplomatischen Vertreters der Republik Österreich in der Republik Litauen (Lietuvos Respublika).
Die Botschaft wurde im August 2016 als Teil der Einsparungs-Strategie des damaligen österreichischen Außenministers Sebastian Kurz geschlossen.

## Geschichte
Bis 1795 war Litauen Teil der Adelsrepublik Polen-Litauen (Rzeczpospolita), dann (Teilungen Polens) bis zum Ersten Weltkrieg Teil des Kaiserreichs Russland. Die diplomatischen Beziehungen Österreichs (und Österreich-Ungarns) unterhielt zunächst die Gesandtschaft in Warschau, später jene in Sankt Petersburg. Nach der Oktoberrevolution 1917 wurde unter deutscher Besatzung das unabhängige Litauen ausgerufen, das 1923 in den Völkerbund aufgenommen und am 7. Februar 1924 von Österreich de jure anerkannt wurde.
1927 eröffnete ein Honorarkonsulat in Kaunas, der damaligen provisorischen Hauptstadt Litauens (Ministerratsbeschluss vom 29. April 1927). 1935 erfolgte die Rangerhöhung in ein Honorargeneralkonsulat (Beschluss 24. Mai 1927). 1938, nach dem Anschluss Österreichs an das Deutsche Reich, wurde das Konsulat aufgelöst. Am 11. März 1990 erklärte Litauen, das 1940/41 und erneut seit 1944 von der Sowjetunion besetzt gewesen war, die Wiederherstellung seiner Unabhängigkeit. Am 28. August 1991 erkannte Österreich die unabhängige Republik Litauen an und diplomatische Beziehungen wurden aufgenommen. Ab 1992 war der in Kopenhagen (Dänemark) residierende Österreichische Botschafter in Vilnius mitakkreditiert. 1994 öffnete die litauische Botschaft in Wien, und im Oktober 1944 die Österreich-Bibliothek in Vilnius.
Am 19. Juni 1997 wurde die Österreichische Botschaft Wilna eröffnet. Sie befand sich anfangs behelfsmäßig in der Didžioji gatvė in der Altstadt Vilnius. Parallel gab es von 1997 bis 2000 in Vilnius auch ein Honorarkonsulat (Domaševičiaus 9). Im Herbst des Jahres 2000 bezog die Botschaft ein nach Plänen eines österreichischen Architekten saniertes und umgebautes Gebäude in der Altstadt von Vilnius, das bis 1941 (deutsche Besetzung Litauens) über einen Zeitraum von achtzig Jahren als jüdisches Gebetshaus gedient hatte. Auch die Residenz des Botschafters wurde darin untergebracht.
2015 gab die Leitung des Außenministeriums in Wien die grundsätzliche Entscheidung bekannt, die Botschaft in Vilnius (wie auch jene in Riga und Tallinn) aufzulassen. Der diplomatische Kontakt zu Litauen soll dennoch "bilateral intensiv" bleiben.

## Litauisch-österreichische Beziehungen
Die politischen Beziehungen zwischen den beiden Ländern sind gut, waren im Einzelfall jedoch manchmal politischen Belastungen ausgesetzt. Die wirtschaftlichen Beziehungen sind ausbaufähig (2014 Außenhandelsvolumen Österreich zu Litauen: 171 Mio. Euro Export zu 86 Mio. Euro Import).
Eng ist der Kulturaustausch: Im Jahr 1970 wurde auf Initiative der „Litauischen Gesellschaft für Freundschaft und kulturelle Vereinigung mit dem Ausland“ und der „Österreichisch-Sowjetischen Gesellschaft Salzburg“ eine Partnerschaft zwischen der damaligen sozialistischen Sowjetrepublik Litauen und dem Land Salzburg geschlossen.
Seit 1989 besteht eine Städtepartnerschaft zwischen Vilnius und Salzburg, 2009 waren Vilnius und Linz gemeinsam Europäische Kulturhauptstädte. Neben der Österreich-Bibliothek, Künstleraustauschprogrammen und Kulturveranstaltungen sind auch die seit 1996 jährlich vom österreichischen Gedenkdienst an das Holocaust-Museum Vilnius entsandten Gedenkdiener ein bedeutender Beitrag zur Verbundenheit der beiden Staaten. Seit 1999 wird in Vilnius unter der Schirmherrschaft des jeweiligen österreichischen Botschafters ein Wien-Ball veranstaltet.
Gewisses Aufsehen erregte 2013 die Entsendung des gleichgeschlechtlich verpartnerten Botschafters Johann Spitzer nach Litauen, da dieses Land gleichgeschlechtlichen Partnerschaften gegenüber wenig aufgeschlossen ist.

## Organisation
Sitz der Österreichischen Botschaft Wilna war die litauische Hauptstadt Vilnius, in der Gaono gatvė Nr. 6 unweit der historischen Gebäude der Universität Vilnius in der Altstadt (Senamiestis).
Weitere österreichische Dienststellen:
- Außenwirtschaftsbüro Vilnius (Gedimino prospektas, Senamiestis;[16] ist dem AussenwirtschaftsCenter Helsinki unterstellt, wo der für Litauen zuständige österreichische Wirtschaftsrat residiert)[17].

- Österreich-Bibliothek Vilnius (Austrų literatūros skaitykla; untergebracht in der Adomas-Mickevičius-Bibliothek)[7][18]
- Der österreichische Verteidigungsattaché für Litauen residiert in Berlin

## Das Botschaftsgebäude

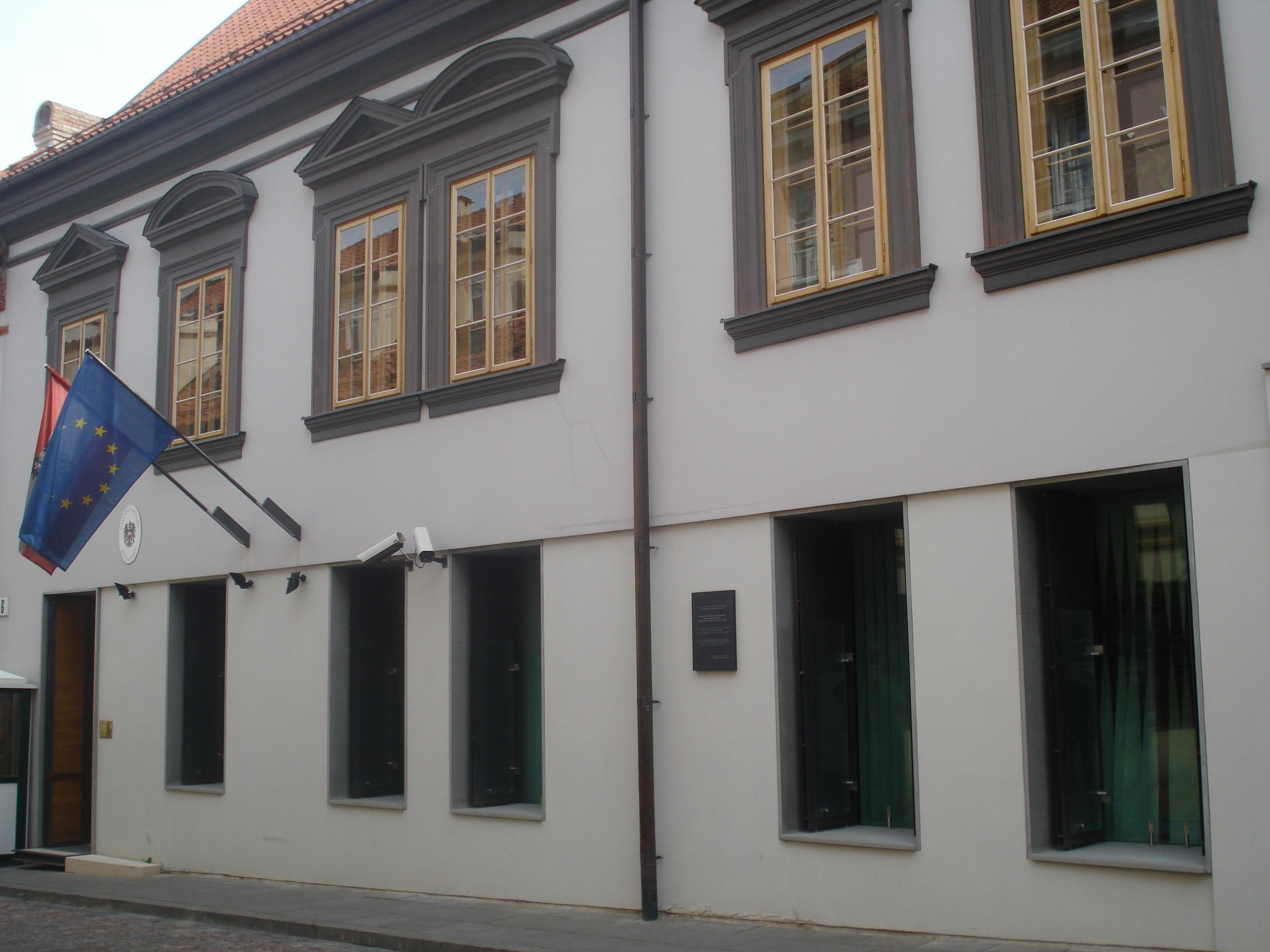
Das Botschaftsgebäude (ehem. jüd. Bethaus)

Das Botschaftsgebäude liegt im ehemaligen mittelalterlichen jüdischen Viertel, in dem unter deutscher Besatzung 1941 eingerichteten Kleinen Ghetto von Vilnius (litauisch Mažasis getas), das Stiklių gatvė, Gaono gatvė und Žydų gatvė umfasste.
Die Altstadt von Vilnius ist seit 1994 UNESCO-Welterbe und wird sukzessive revitalisiert.
Das Gebäude wurde vermutlich zwischen 1600 und 1650 erbaut. Im Jahre 1669 wird in schriftlichen Quellen erwähnt, dass das Haus einer Goldschmiedeinnung gehörte. Vom 19. Jahrhundert an gehörte das Haus der jüdischen Gemeinschaft und fungierte später als jüdisches Bethaus. Es hatte im und nach dem Zweiten Weltkrieg schwer gelitten, war aber in der Anlage erhalten geblieben.
Nach dem Zweiten Weltkrieg wurde das Haus verstaatlicht und es wurden darin Wohnungen und Produktionsräume eingerichtet. In den 1990er Jahren wurde das Gebäude nicht benutzt und verfiel.
Die Republik Österreich hat das Gebäude im Jahr 1998 für den Zweck der Einrichtung ihrer Botschaft in der Republik Litauen erworben. In den Jahren 1998 bis 2000 wurde es nach Plänen des Salzburger Architekten Erich Wagner in Anlehnung an das originale Erscheinungsbild der Wende Renaissance/Barock rekonstruiert. Die Projektleitung lag beim litauischen Architekten Sigitas Sparnaitis. Das Projekt wurde von der litauischen Architekturzeitschrift "Archiforma" als "bestes architektonische Lösung in Litauen 2000" ausgezeichnet.
Der Bau ist zweigeschoßig, traufständig an der Straße, mit Einfahrtstor und im Obergeschoß prächtigen Fenstereinfassungen.

## Liste der Österreichischen Botschafter (Auszug)
| Österreich → Litauen  | Österreich → Litauen | Österreich → Litauen | Österreich → Litauen |
| Name                  | Amtszeit             | Anmerkungen |                      |
| --------------------- | -------------------- | --- | -------------------- |
| Franz Wunderbaldinger | 1992–1994            | Botschafter in Dänemark, mitakkreditiert in Litauen und in Island (residierte in Kopenhagen); davor Botschafter in Rumänien, in der Türkei, in der DDR |                      |
| Florian Haug          | 1997–2001            | erster in Vilnius residierender Botschafter |                      |
| Michael Schwarzinger  | 2001–2006            | danach Botschafter in Rumänien |                      |
| Andrea Wicke          | 2006–2009            | danach Botschafterin in Malaysia |                      |
| Helmut Koller         | 2009–2013            | danach Generalkonsul in München |                      |
| Johann Spitzer        | 2013–2016            | davor stv. Leiter der Ständigen Vertretung Österreichs bei der UNO in Genf                                                                             |                      |
| Yvonne Toncic-Sorinj  | seit 2018            | Sitz in Wien |                      |